# Walther Müller (Physiker)
Walther Müller, auch Walter Müller (* 6. September 1905 in Hannover; † 4. Dezember 1979 in Walnut Creek, Kalifornien) war ein deutscher Physiker.

## Leben
Walther Müller studierte Physik, Chemie und Philosophie an der Universität Kiel. 1925 wurde er der erste Doktorand des neuen Professors Hans Geiger, mit dem er auf dem Gebiet der Stoßionisation von Gasen forschte. Ihre bekannteste Arbeit ist das von ihnen 1928 entwickelte Geiger-Müller-Zählrohr, ein unersetzliches Werkzeug für die Messung der Radioaktivität.
Als Geiger 1929 die Universität Kiel verließ und einen Ruf nach Tübingen annahm, endete Müllers direkte Zusammenarbeit mit seinem Lehrer. Müller wechselte in die industrielle Entwicklung. Zunächst arbeitete er für Siemens-Reiniger in Rudolstadt, nach einem einjährigen Vertrag bei der Berliner Julius Pintsch KG übernahm er von 1940 bis 1945 die Forschungsleitung bei Philips in Hamburg. 
Da nach dem Krieg in Deutschland die atomtechnische Forschung untersagt war, arbeitete er als Berater für verschiedene Unternehmen, bis er 1951 einem Ruf des Wirtschaftsministeriums nach Australien folgte. Dort gründete er nach dem Ende seines Vertrages eine Gesellschaft zur Produktion von Geiger-Müller-Zählrohren. 1958 nahm er eine Stellung bei der General Telephone & Electronics Research in Palo Alto (USA) an. Zuletzt war er Mitarbeiter von General Motors in Santa Barbara.

## Schriften (Auswahl)
- Die Rolle des positiven Ions bei der selbsttätigen Entladung in Luft. In: Zeitschrift für Physik. Band 48, Nummer 9–10, 1928, S. 624–646 (Dissertation; doi:10.1007/BF01339313).

Mit Hans Geiger:
- Elektronenzählrohr zur Messung schwächster Aktivitäten. In: Die Naturwissenschaften. Band 16, Band 31, 1928, S. 617–618 (doi:10.1007/BF01494093).
- Das Elektronenzählrohr. In: Physikalische Zeitschrift. Band 29, 1928, S. 839–841.
- Das Elektronenzählrohr, seine Arbeitsweise und Anwendbarkeit. In: Forschungen und Fortschritte. Band 5, 1929, S. 127–128.
- Technische Bemerkungen zum Elektronenzählrohr. In: Physikalische Zeitschrift. Band 30, 1929, S. 489–493.
- Demonstration des Elektronenzählrohrs. In: Physikalische Zeitschrift. Band 30, 1929, S. 523.